# Танцующий в пустыне
«Танцующий в пустыне» (англ. Desert Dancer) — биографический фильм режиссёра Ричарда Рэймонда. Картина повествует о реальных событиях, происходивших с молодым танцором из Ирана Афшином, который, несмотря на официальный государственный запрет на занятие танцами, не оставляет своего любимого дела.

## Сюжет
Действие фильма «Танцующий в пустыне» происходит в Иране, в стране, где танец находится вне закона. Фильм рассказывает  историю Афшина Гаффариана, который рискует жизнью ради своей мечты стать танцором. Используя YouTube в качестве своего учителя, Афшин создает подпольную танцевальную группу в университете совместно со своими друзьями, после чего его группа устраивает тайное танцевальное представление далеко в пустыне для того, чтобы скрыться от глаз шариатской гвардии. По возвращении, Афшин и его друзья присоединяются к миллионам протестующих за свободу на улицах Тегерана. Афшина арестовывают и отвозят в пустыню для того, чтобы предать его казни. Главному герою удается выжить, после чего он вынужден тайно бежать во Францию. В Париже ему предоставляется политическое убежище и бесплатное место в самой престижной танцевальной школе.

## В ролях
| Актёр              | Роль              |
| ------------------ | ----------------- |
| Рис Ричи           | Афшин Гаффариан   |
| Фрида Пинто        | Элайя             |
| Том Каллен         | Арди              |
| Назанин Бониади    | Париса Гаффариан  |
| Марама Корлетт     | Мона              |
| Саймон Кассианидис | Саттар            |
| Мехран             | Бамшад Абеди-Амин |
| Ниит Мохан         | Насер             |
| Макрам Хури        | Мехди             |
| Давуд Гадами       | Лидер Басидж      |
| Толга Сафер        | Стефано           |

## Съёмочная группа
- Режиссёр: Ричард Рэймонд
- Автор сценария: Джон Крокер
- Продюсеры: Пиппа Кросс, Фабиола Беракаса, Луис Асторкия, Изабелла Мико
- Хореограф: Акрам Хан
- Композитор: Бенджамин Уоллфисч
- Оператор: Карлос Каталан
- Художник-постановщик: Шахрам Карими
- Редакторы: Крис Джилл, Селия Хейнинг

## Премьера
В Германии премьера фильма состоялась 3 июля 2014 года. В июле 2014 года фильм «Танцующий в пустыне» открыл фестиваль кино и музыки «Ischia Global Film and Music Fest», ежегодно проводимый в Италии. Премьера фильма в Гонконге была 28 августа 2014 года, а в США состоялась 10 апреля 2015. В России премьера фильма прошла 3 декабря 2015 года, а с 4 февраля 2016 кинокомпания Ливандия выпускает его в широкий прокат.

## Интересные факты
- Основная часть съемок прошла в Марокко, большинство городских кадров картины сделаны в Касабланке вместо Тегерана, в котором происходили события фильма
- «Танцующий в пустыне» является кинодебютом всемирно известного хореографа Акрама Хана, участвовавшего в организации Церемонии открытия Олимпийских игр в Лондоне
- Назанин Бониади, снявшаяся в фильме, является официальным представителем Международной амнистии США
- Съемки событий в пустыне производились в Северной Сахаре